# Lago Waldeneck
El lago Waldeneck (en alemán: Waldenecksee o Petersee) es un lago de cantera situado en la Selva Negra, en la región administrativa de Rastatt —cerca de la orilla derecha del río Rin que lo separa de Francia—, en el estado de Baden-Württemberg (Alemania); tiene unos 200 metros de largo y entre 35 y 75 de ancho. 
Existe el riesgo de que el lago se quede sin vida acuática debido a los bañistas, pero este riesgo fue solventado en el verano de 2013 con la intervención del servicio de bomberos que llenaron el lago de oxígeno.